# Elleanthus
Genre
Statut CITES
Elleanthus est un genre de plantes à fleurs de la famille des Orchidaceae.

## Description

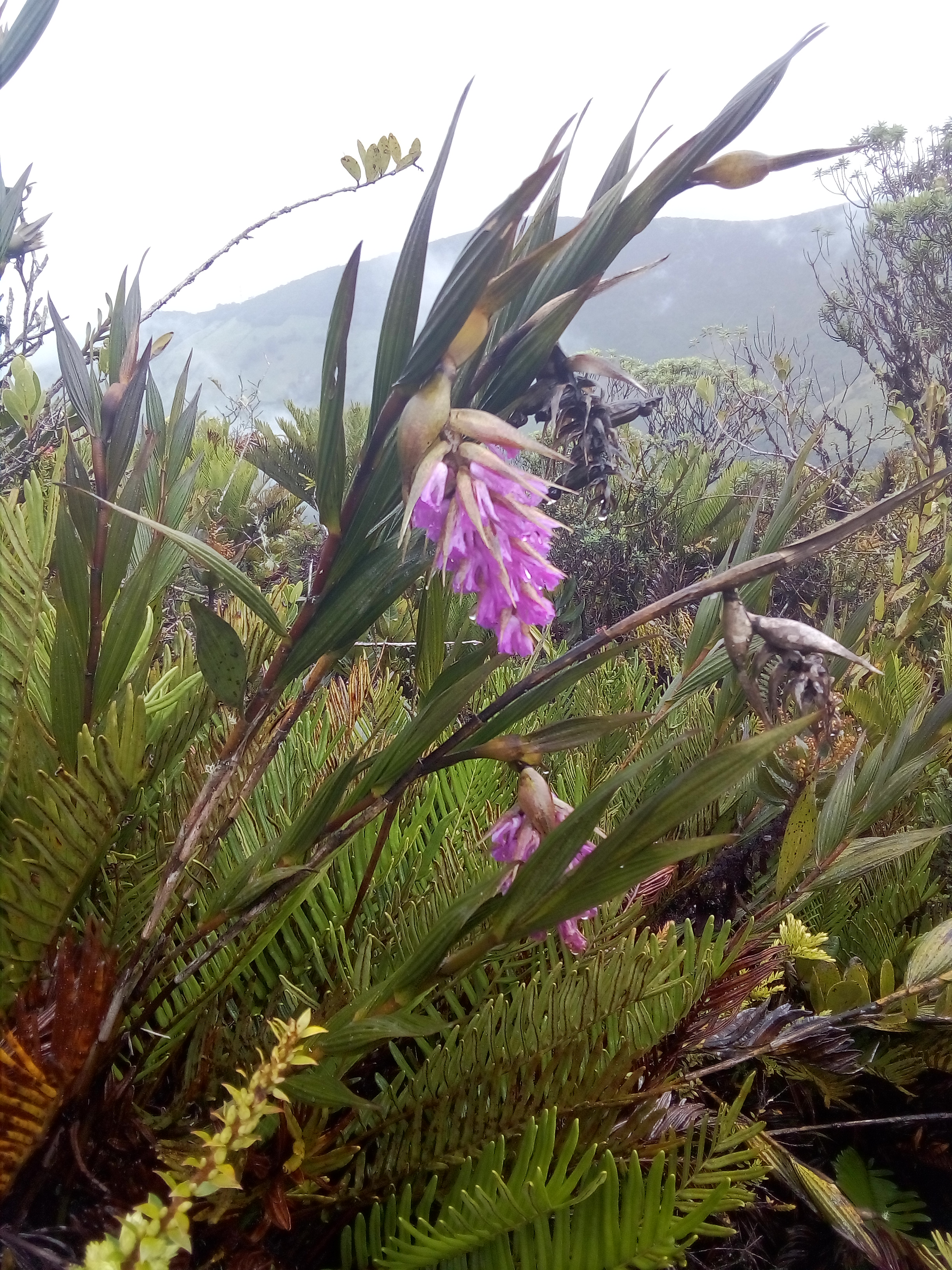
Elleanthus maculatus.

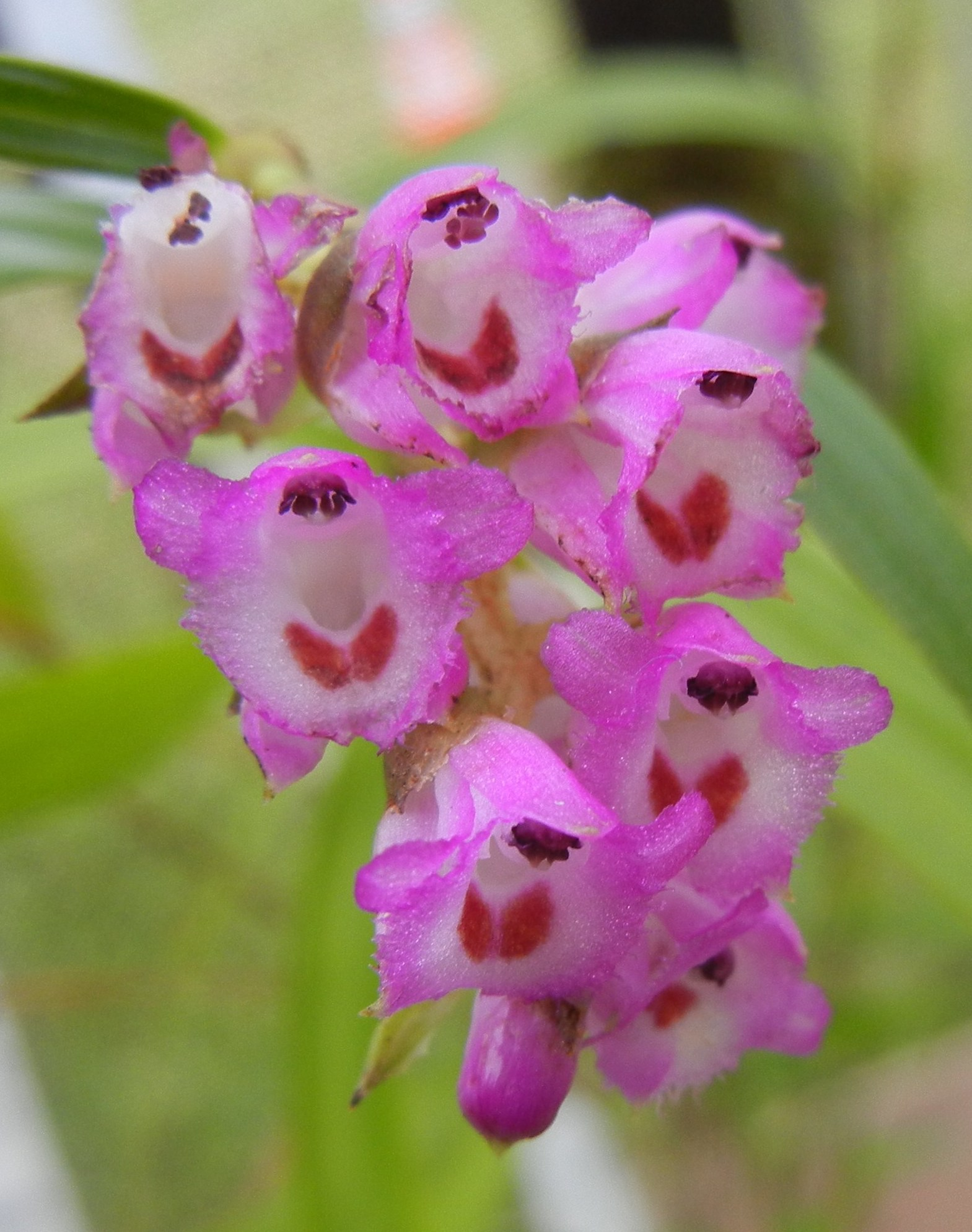
Elleanthus amethystinus.

Ce sont des plantes sympodiales, terrestres, lithophytes ou épiphytes, poussant en touffes. Les racines sont charnues, nombreuses et vélamenteuses. Les tiges sont groupées et fines. Les feuilles sont articulées, nombreuses, plicatives, sessiles et gainées. Les inflorescences sont terminales, en capitules ou en racèmes allongés, portant plusieurs fleurs disposées de manière distique ou en spirale. Les fleurs sont résupinées. Les sépales et les pétales sont libres et subsemblables. Le labelle enferme la colonne, est concave à sacciforme à la base, et présente deux callosités basales. La colonne est dressée, sans pied, ailée ; le stigmate est entier ; l'anthère est terminale, operculée, incumbente ; les pollinies sont au nombre de huit, dures et cireuses. Le fruit est une capsule.

## Répartition
Ce genre est réparti en Amérique centrale et dans la moitié nord de l'Amérique du Sud.

## Taxinomie
Le nom correct complet (avec auteur) de ce taxon est Elleanthus C.Presl.

### Synonymes
Elleanthus a pour synonymes :
- Adeneleuterophora Barb.Rodr. in Gen. Spec. Orchid. 2: 170 (1882)
- Adeneleuthera Kuntze in T.E.von Post, Lex. Gen. Phan.: 9 (1903)
- Epilyna Schltr. in Beih. Bot. Centralbl. 36(2): 374 (1918)
- Evelyna Poepp. & Endl. in Nov. Gen. Sp. Pl. 1: 32 (1836)
- Pseudelleanthus Brieger in F.R.R.Schlechter, Orchideen Beschreib. Kult. Zücht., ed. 3, 1(13): 794 (1983)

### Liste des espèces
Selon Plants of the World online (POWO) (12 septembre 2024) :
- Elleanthus albiflorus Dudek, Baranow, Kolan. & Rykacz.
- Elleanthus amethystinoides Garay
- Elleanthus amethystinus (Rchb.f. & Warsz.) Rchb.f.
- Elleanthus ampliflorus Schltr.
- Elleanthus archilae Chiron & Tribouill.
- Elleanthus aristatus Garay
- Elleanthus arpophyllostachys (Rchb.f.) Rchb.f.
- Elleanthus asplundii Garay
- Elleanthus aurantiacus (Lindl.) Rchb.f.
- Elleanthus aureus (Poepp. & Endl.) Rchb.f.
- Elleanthus auriculatus Garay
- Elleanthus bifarius Garay
- Elleanthus blatteus Garay
- Elleanthus bogotensis Schltr.
- Elleanthus bonplandii (Rchb.f.) Rchb.f.
- Elleanthus bradeorum Schltr.
- Elleanthus brasiliensis (Lindl.) Rchb.f.
- Elleanthus capitatellus Dressler
- Elleanthus capitatus (Poepp. & Endl.) Rchb.f.
- Elleanthus caravata (Aubl.) Rchb.f.
- Elleanthus caricoides Nash
- Elleanthus carinatus Dressler & Bogarín
- Elleanthus caroli Schltr.
- Elleanthus caveroi D.E.Benn. & Christenson
- Elleanthus cephalotus Garay & H.R.Sweet
- Elleanthus cerrojefensis J.M.H.Shaw
- Elleanthus cinnabarinus Garay
- Elleanthus columnaris (Lindl.) Rchb.f.
- Elleanthus condorensis Dodson
- Elleanthus confusus Garay
- Elleanthus congestus Schltr.
- Elleanthus conifer (Rchb.f. & Warsz.) Rchb.f.
- Elleanthus cordidactylus Ackerman
- Elleanthus coriifolius (Rchb.f. ex Linden) Rchb.f.
- Elleanthus crinipes Rchb.f.
- Elleanthus decipiens Dressler
- Elleanthus deuterohirtzii J.M.H.Shaw
- Elleanthus discolor (Rchb.f. & Warsz.) Rchb.f.
- Elleanthus dressleri (Szlach. & Kolan.) J.M.H.Shaw
- Elleanthus dussii Cogn.
- Elleanthus ecallosus (Szlach. & Kolan.) J.M.H.Shaw
- Elleanthus ecuadorensis Garay
- Elleanthus emberanus (Szlach. & Kolan.) J.M.H.Shaw
- Elleanthus embreei (Dodson) J.M.H.Shaw
- Elleanthus ensatus (Lindl.) Rchb.f.
- Elleanthus escobarii Dodson
- Elleanthus flavescens (Lindl.) Rchb.f.
- Elleanthus formosus Garay
- Elleanthus fractiflexus Schltr.
- Elleanthus furfuraceus (Lindl.) Rchb.f.
- Elleanthus gastroglottis Schltr.
- Elleanthus glaucophyllus Schltr.
- Elleanthus glomera Garay
- Elleanthus gracilis (Rchb.f.) Rchb.f.
- Elleanthus graminifolius (Barb.Rodr.) Løjtnant
- Elleanthus grandiflorus Schltr.
- Elleanthus haematoxanthus (Rchb.f. ex Linden) Rchb.f.
- Elleanthus hirsutis Barringer
- Elleanthus hirtzii Dodson
- Elleanthus hookerianus (Barb.Rodr.) Garay
- Elleanthus hymenophorus (Rchb.f.) Rchb.f.
- Elleanthus isochiloides Løjtnant
- Elleanthus jimenezii (Schltr.) C.Schweinf.
- Elleanthus kalbreyeri Garay
- Elleanthus kermesinus (Lindl.) Rchb.f.
- Elleanthus killipii Garay
- Elleanthus koehleri Schltr.
- Elleanthus laetus Schltr.
- Elleanthus lancifolius C.Presl
- Elleanthus lateralis Garay
- Elleanthus laxifoliatus Schltr.
- Elleanthus leiocaulon Schltr.
- Elleanthus lentii Barringer
- Elleanthus ligularis Dressler & Bogarín
- Elleanthus linifolius C.Presl
- Elleanthus longibracteatus (Lindl. ex Griseb.) Fawc.
- Elleanthus luteynii (Szlach. & Kolan.) J.M.H.Shaw
- Elleanthus maculatus (Lindl.) Rchb.f.
- Elleanthus magnicallosus Garay
- Elleanthus magnipetalus (Szlach. & Kolan.) J.M.H.Shaw
- Elleanthus malpighiiflorus Carnevali & G.A.Romero
- Elleanthus muscicola Schltr.
- Elleanthus myrosmatis (Rchb.f.) Rchb.f.
- Elleanthus norae Garay & Dunst.
- Elleanthus oliganthus (Poepp. & Endl.) Rchb.f.
- Elleanthus ollgaardii Dudek & Szlach.
- Elleanthus orozcoae (Szlach. & Kolan.) J.M.H.Shaw
- Elleanthus ortizianus Kolan., Baranow & Rykacz.
- Elleanthus pastoensis Schltr.
- Elleanthus peruvianus (Szlach. & Kolan.) J.M.H.Shaw
- Elleanthus petrogeiton Schltr.
- Elleanthus phorcophyllus Garay
- Elleanthus poiformis Schltr.
- Elleanthus porphyrocephalus Schltr.
- Elleanthus purpureus (Rchb.f.) Rchb.f.
- Elleanthus reichenbachianus Garay
- Elleanthus rhizomatosus Garay
- Elleanthus rhodolepis (Rchb.f.) Rchb.f.
- Elleanthus robustus (Rchb.f.) Rchb.f.
- Elleanthus roseus Schltr.
- Elleanthus ruizii (Rchb.f.) Rchb.f.
- Elleanthus scharfii Dodson
- Elleanthus scopula Schltr.
- Elleanthus setosus Schltr.
- Elleanthus smithii Schltr.
- Elleanthus sodiroi Schltr.
- Elleanthus sphaerocephalus Schltr.
- Elleanthus steyermarkii Barringer
- Elleanthus stolonifer Barringer
- Elleanthus strobilifer (Poepp. & Endl.) Rchb.f.
- Elleanthus sytsmae (Szlach. & Kolan.) J.M.H.Shaw
- Elleanthus tandapianus Dodson
- Elleanthus teotepecensis Soto Arenas
- Elleanthus thomasii Dodson ex Dudek & Szlach.
- Elleanthus tillandsioides Barringer
- Elleanthus tonduzii Schltr.
- Elleanthus tovarensis Ames
- Elleanthus tricallosus Ames & C.Schweinf.
- Elleanthus ventricosus Schltr.
- Elleanthus venustus Schltr.
- Elleanthus vernicosus Garay
- Elleanthus vinosus Schltr.
- Elleanthus virgatus (Rchb.f.) C.Schweinf.
- Elleanthus wageneri (Rchb.f.) Rchb.f.
- Elleanthus wallnoeferi Szlach.
- Elleanthus weberbauerianus Kraenzl.
- Elleanthus wercklei Schltr.
- Elleanthus yungasensis Rolfe ex Rusby